# Onda média

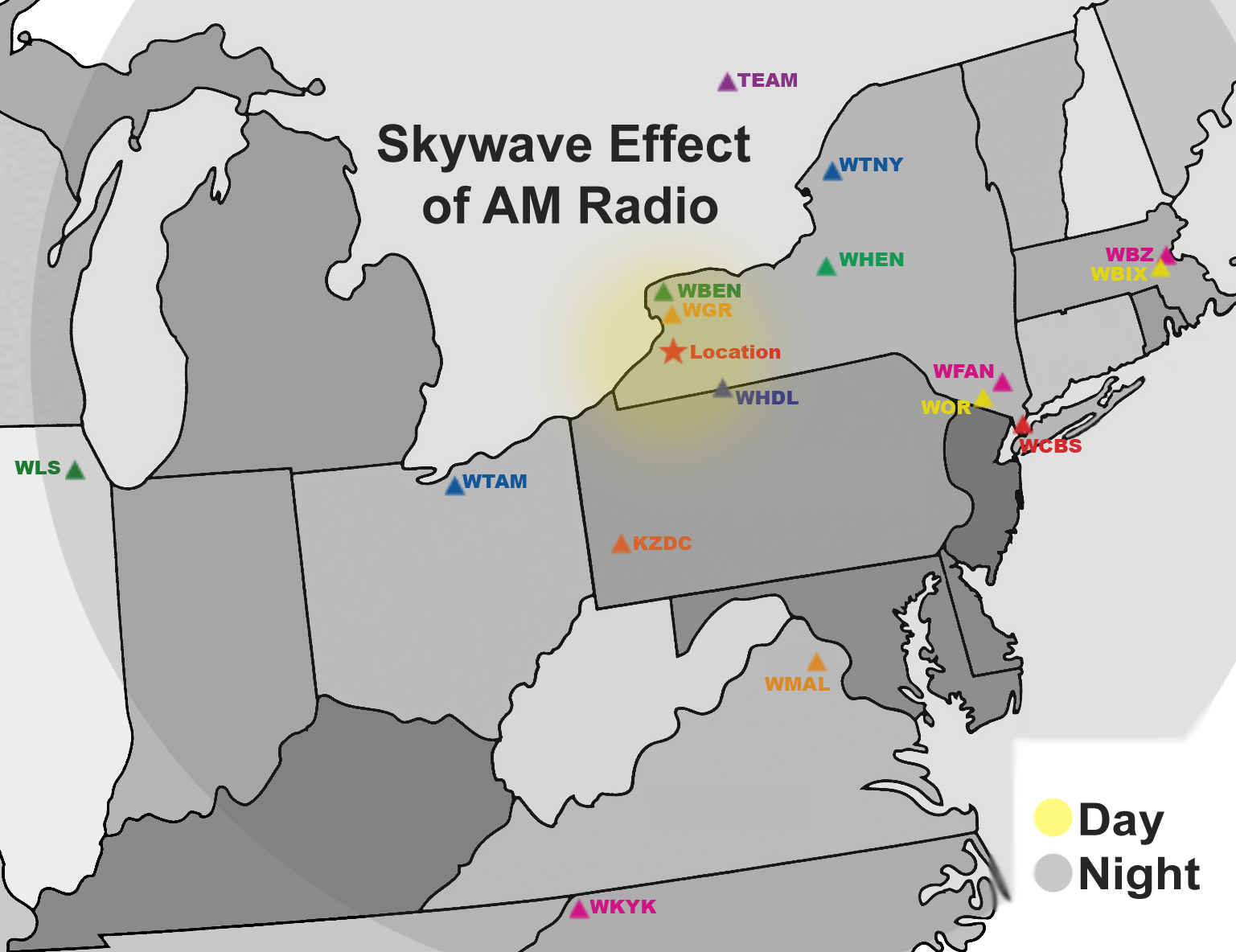
Mudanças na ionosfera após o pôr-do-sol podem aumentar significativamente o alcance das estações. Mudanças de potência noturna visam manter e equilibrar as coberturas entre as estações.

A onda média (ou ondas médias) é uma faixa de rádio compreendida entre 530 kHz e 1700 kHz utilizada para radiodifusão sonora. A menção "AM" deve-se ao modo habitual de transmissão, a modulação em amplitude. No entanto, a radiodifusão em onda média pode ser exercida também digitalmente em DRM ou HD Radio. 
Nos Estados Unidos as estações de rádio que emitem nesta faixa estão separadas em canais de 10 kHz com bandas laterais de +-5 kHz, enquanto que na Europa essa separação é de 9 kHz com bandas laterais de 4,5 kHz.
As ondas médias moduladas em amplitude permitem uma qualidade de som razoável para voz, mas insuficiente para música de alta fidelidade. No entanto a digitalização do sinal permite que a qualidade sonora seja equivalente ao utilizado pelo rádio FM. 
Outra qualidade das estações existentes nesta faixa é a grande cobertura geográfica, menor que as ondas curtas, porém maior que o VHF utilizado pelo rádio FM. Por outro lado, as ondas médias são mais susceptíveis a ruídos em relação ao VHF. 
A radiodifusão em onda média é também popularmente conhecida como "rádio AM", sendo porém a radiodifusão em AM exercida em outras faixas de frequências para longas distancias, como as ondas tropicais e as ondas curtas.

## História

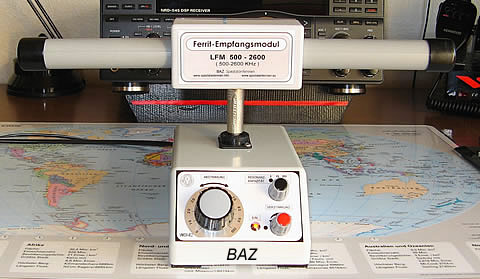
Recepção de ondas médias com ferrite, utilizado por radioescutas especializados ou interessados em estações distantes (DX)

As primeiras transmissões utilizando a faixa iniciaram-se em 1906 por Reginald Fessenden. Até a I Guerra Mundial era utilizada para transmissão de músicas e recados diversos. A situação modificou-se com o surgimento das rádios comerciais, que deram início a era de ouro do rádio, que foi da década de 20 até os anos 50.
No Brasil as primeiras transmissões AM surgiram com a emissora de Roquette-Pinto, que em 1923 fundou a Rádio Sociedade do Rio de Janeiro. Em 1936 a rádio transformou-se em Rádio Ministério da Educação, que propaga o ensino à distância. Hoje, essa emissora se chama Rádio MEC, e pertence à EBC (antiga Radiobrás)
As frequências AM foram fundamentais na vida do brasileiro em meados do século XX. Devido a grande cobertura atingindo a maior parte do território nacional, emissoras como a Rádio Nacional do Rio de Janeiro, a Super Rádio Tupi e a Rádio Record, ajudaram na integração do país, construção da imagem da cultura e esporte nacionais.
Recentemente, diversas rádios AM passaram a retransmitir seu sinal em FM, como a Rádio Guarani em Belo Horizonte, a Rádio Bandeirantes em São Paulo e a Rádio Clube em Brasília.

## Migrações
No Brasil, o processo de migração voluntária das emissoras de rádio AM para a faixa de FM continua em andamento, com o objetivo de melhorar a qualidade da transmissão e combater as interferências frequentes nas ondas médias (OM). Em 2023, já havia 1.133 emissoras AM migradas para o FM, com muitas outras em processo de migração. Em especial, as rádios AM locais são obrigadas a migrar até o final de 2023, enquanto as de alcance regional e nacional têm a opção de continuar na faixa AM ou migrar futuramente. Esse processo foi iniciado em 2013, com a assinatura do decreto presidencial nº 8.139.
Além disso, o Ministério das Comunicações (MCom) e a Anatel desempenham papéis importantes nesse processo, realizando estudos de viabilidade e verificando a habilitação jurídica das emissoras para a adaptação da outorga. A migração para a faixa de FM representa uma resposta às mudanças nos hábitos da audiência, que cada vez mais se dedica ao consumo de rádio em dispositivos móveis com FM embutido, e à necessidade de reduzir os custos de manutenção das emissoras de AM.
Projeto similar já foi empreendido no México.

## Digitalização
A radiodifusão analógica modulada em amplitude pode ser digitalizada, reduzindo a potencia, melhorando a imunidade à interferência e melhorando a qualidade do áudio. São seus modelos o DRM (Digital Radio Mondiale) e o HD Radio (High Definition Radio).